# Міністерство вакуфів Єгипту
Міністерство вакуфів Єгипту є одним із 18 міністерств у єгипетському уряді та несе відповідальність за релігійні пожертвування. 
Релігійні пожертвування — вакфи — схожі на трести, де довіреною особою виступає окрема мечеть (бенефіціар вакуфа), або, як правило, все суспільство загалом. Прикладами вакуфів є ділянки землі, ринок, лікарня або будь-яка інша будівля, яка може служити суспільству.